# Mitchell Langerak
Mitchell Langerak (Emerald, Queensland, 1988. augusztus 22. –) ausztrál kapus, jelenleg a Nagoya Grampus csapatában szerepel.

## Pályafutása

### Melbourne Victory
2007 februárjában írta alá első profi szerződését az ausztrál labdarúgó bajnokságban szereplő Melbourne Victory csapatával. Nem sokkal később a South Melbourne csapatához került kölcsönbe, hogy több játéklehetőséget és tapasztalatot szerezzen. A 2007-2008-as szezonban debütált a Sydney FC ellen, ahol csapata 2-2-es döntetlent játszott.
A 2009-2010-es szezonban ő lett a csapata első számú kapusa Michael Theoklitos távozása után.
2010 április 13-án szóba hozták a német Borussia Dortmund csapatával, mely később szerződtette.

### Borussia Dortmund
2010 május 12-én Langerak 4 éves szerződést kötött a Borussia Dortmunddal.
Ő lett a csapat második számú kapusa Roman Weidenfeller mögött. Weidenfeller sérülése miatt a Bayern München elleni 3-1-re megnyert találkozón lépett először pályára az első csapatban.
2012 május 12-én, két évvel a Dortmundba igazolása után csereként pályára lépett a 32. percben Weidenfeller sérülése után a német kupa döntőjében a Bayern München ellen. A döntőt 5-2-re nyerte a Dortmund, Langerak pedig két éven belül a harmadik címét szerezte.

#### A válogatottban
2006-ban ötször védett az ausztrál U20-as válogatottban. 2011-ben meghívót kapott a felnőtt válogatottba egy Németország elleni barátságos meccsre.

## Fordítás
- Ez a szócikk részben vagy egészben  a   Mitchell Langerak  című angol Wikipédia-szócikk fordításán alapul.  Az eredeti cikk szerkesztőit annak laptörténete sorolja fel. Ez a jelzés csupán a megfogalmazás eredetét és a szerzői jogokat jelzi, nem szolgál a cikkben szereplő információk forrásmegjelöléseként.